# 魯波爾德斯里德
魯波爾德斯里德是瑞士的城鎮，位於該國中西部，由伯恩州負責管轄，面積2.2平方公里，海拔高度490米，2011年人口259，八成半人口信奉基督教，人口密度每平方公里118人。